# ریچلند وای (واشینگتن)
ریچلند وای (به انگلیسی: Richland Y) یک منطقهٔ مسکونی در ایالات متحده آمریکا است که در شهرستان بنتون، واشینگتن واقع شده‌است. ریچلند وای ۱۱۶ متر بالاتر از سطح دریا واقع شده‌است.